# Dragoste neîmpărtășită
Dragostea neîmpărtășită sau iubirea unilaterală este o iubire care nu este reciprocă în mod deschis sau nu este înțeleasă ca atare de persoana iubită. Persoana iubită poate să nu fie conștientă de afecțiunea profundă a admiratorului sau poate respinge în mod conștient această afecțiune, știind că admiratorul o admiră. Merriam-Webster definește termenul „neîmpărtășit” ca „ceva care nu este reciproc sau returnat în același fel.=”.